# 구스타프 크누트

구스타프 크누트(독일어: Gustav Knuth, 1901년 7월 7일 ~ 1987년 2월 1일)는 독일의 배우이다.
브라운슈바이크에서 태어났다.

## 영화
- 비엔나 스파이 추적 (1965년)
- 시씨 - 3부 (1957년)
- 시씨 - 2부 (1956년)
- 더 래츠 (1955년)
- 최후의 8월 15일 (1955년)
- 시씨 - 1부 (1955년)
- 사막의 노래 (1939년)